# Signosoma impressum
Signosoma impressum là một loài ruồi trong họ Tachinidae.